# インド準備銀行

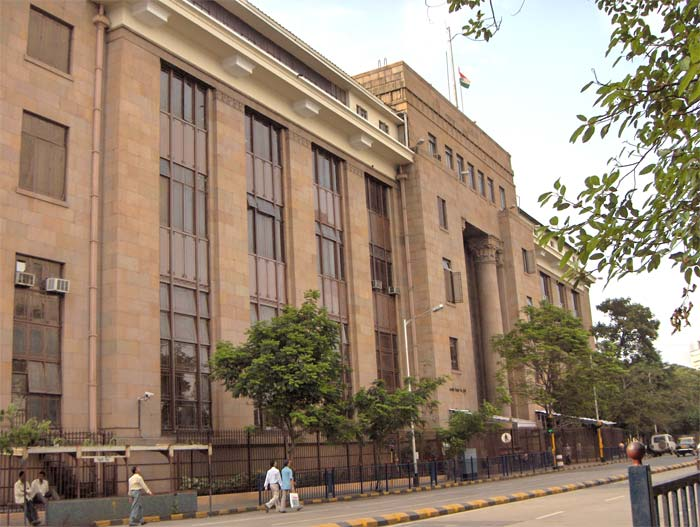
インド準備銀行ムンバイ支店

インド準備銀行（インドじゅんびぎんこう、ヒンディー語: भारतीय रिज़र्व बैंक、英語: Reserve Bank of India、略称：RBI）は、インドの中央銀行である。なおインド中央銀行は中央銀行ではなく、政府系の市中銀行である。パキスタンが1947年に分離独立してから翌年にパキスタン国立銀行ができるまでの間、インド準備銀行はパキスタンにおいても中央銀行としての業務を継続した。
歴史的にはインド植民地銀行 を源流とする。当然、イギリス資本に翻弄されてきた。戦後に国有化されてからも当分は、インドそのものに対する民間投資におき英米資本が8割ほどを占めた。
2005年の年次政策報告で、金融包摂を主要な政策課題に取り上げた。庶民が金融サービスから疎外される現状を憂い、基本貯蓄口座の提供を全市中銀行に勧告した。現在も国内全家計の59％しか銀行口座を保有できていない。2006年7月1日顧客サービスと苦情処理の強化に乗り出し、カスタマーサービス部を設立した。金融包摂策との関係は明らかでない。
金融包摂策はバングラデシュのグラミン銀行が展開するマイクロファイナンスに通じる部分もあり、発想として新しいわけではない。グラミン銀行はバングラデシュ銀行の支援を受けているが、バングラデシュ銀行はパキスタン国立銀行の支店が前身である。印パ地域は同一の問題に長いこと向き合っているのである。インド準備銀行はインド全域22ヶ所（ほとんどが州の首都）に支店網を展開している。
現在の総裁（第26代）はサンジャイ・マルホトラで、2024年12月に就任した。

## 歴史
20世紀初頭より第一次世界大戦を経てからもインドは通貨安と貿易赤字に苦しみ、1922年から1936年までに市中銀行が373行も倒産した。このような時代にあった1921年、ジョン・メイナード・ケインズの設立案に沿って、イギリス政府はムンバイ・マドラス・ベンガルの3省立銀行を合併してImperial Bank of India という「看做し中央銀行」へ統合した。IBI はシティ・オブ・ロンドンの勢力に押されており、無担保借り入れと国外での預金受け入れを禁じられた。外為業務はシティのものだった。また、地方債の発行はできたがインド政府債はイングランド銀行の権限であった。
1926年、ヒルトン・ヤング委員会 Hilton Young Commission がインド準備銀行設立の勧告を提出。同委員会は、Imperial Bank of India を本格的な中央銀行へ格上げしないよう提言した。これに沿って翌年に政府案がインド議会に提出された。政府案の資本構成と組織構想は、議会に席を占めたインド民族資本の激しい反発に遭った。
1934年制定のインド準備銀行法により、1935年4月1日に民間銀行としてインド準備銀行が創立された。インド準備銀行法はImperial Bank of India 法を改正したものである。Imperial Bank of India は、インド準備銀行の業務を幅広く代理する市中銀行となった。このときに枷が少し外れた。インド国外に支店を出せるようになったし、外国為替も扱えるようになった。外国での与信受信も許されたが、その代わり、それまで担っていた政府関係業務はインド準備銀行へ権限が移管された。1936年のImperial Bank of India 理事は11人がイギリス人であったのに対してインド人は4人であったので、落としどころはそれなりであった。
設立当初、インド準備銀行本店はカルカッタ（コルカタ）にあったが、1937年ボンベイ（ムンバイ）に移った。
1949年元旦から国有化が実施された。1948年と1953年に全国規模の外資・外債調査を実施している。

## 2006年の取締役会
経営機関は中央取締役会である。2006年6月27日インド政府は、アジム・プレムジ Azim Premjiとクマール・マンガラム・ビルラ Kumar Mangalam Birlaを含む13人の取締役を任命した。

### その他の取締役
- スレーシュ・テーンドゥルカル Suresh Tendulkar、東部地方委員会代表、インド首相経済諮問評議会委員、エコノミスト
- U・R・ラーオ U. R. Rao、北部地方委員会代表、ISRO前議長、インド宇宙省物理研究所研究調査会長
- ラクシュミー・チャーンド Lakshmi Chand、南部地方委員会代表、IAS (Retd.)
- シャシ・レーカー・ラージャゴーパーラン Shashi Rekha Rajagopalan、協同コンサルタント
- スレーシュ・クマール・ネーオティヤー Suresh Kumar Neotia、議長、アムブジャ・セメント
- A・ヴァイディヤーナータン A. Vaidyanathan、マドラス開発研究所
- マン・モーハン・シャルマー Man Mohan Sharma、FRS、ムンバイ化学技術大学前学長
- D・ジャヤヴァルタナヴェル D. Jayavarthanavelu、代表取締役社長、ラクシュミー・マシン・ワークス Ltd.

### 指名役員
- Y・H・マレガム Y. H. Malegam、西部地方委員会代表、公認会計士
- H・P・ラニナ H. P. Ranina、最高裁判事
- アショーク・S・ガーングリー Ashok S. Ganguly、役員、投資委員会委員長、ICICI OneSource

### 退職した取締役
- ナーラーヤン・ムールティ Narayana Murthy
- ミヒル・ラクシト Mihir Rakshit
- K・マーダヴァ・ラーオ K. Madhava Rao
- V・S・ヴィヤース V. S. Vyas
- K・P・シン K. P. Singh
- アムリター・パテール Amrita Patel
- スレーシュ・クリシュナ Suresh Krishna

## 2008年の各種レート
政策レート。
- 政策金利   6.0パーセント
- レポ・レート   9.00パーセント
- RRP レート  6.00パーセント

リバース・レート。

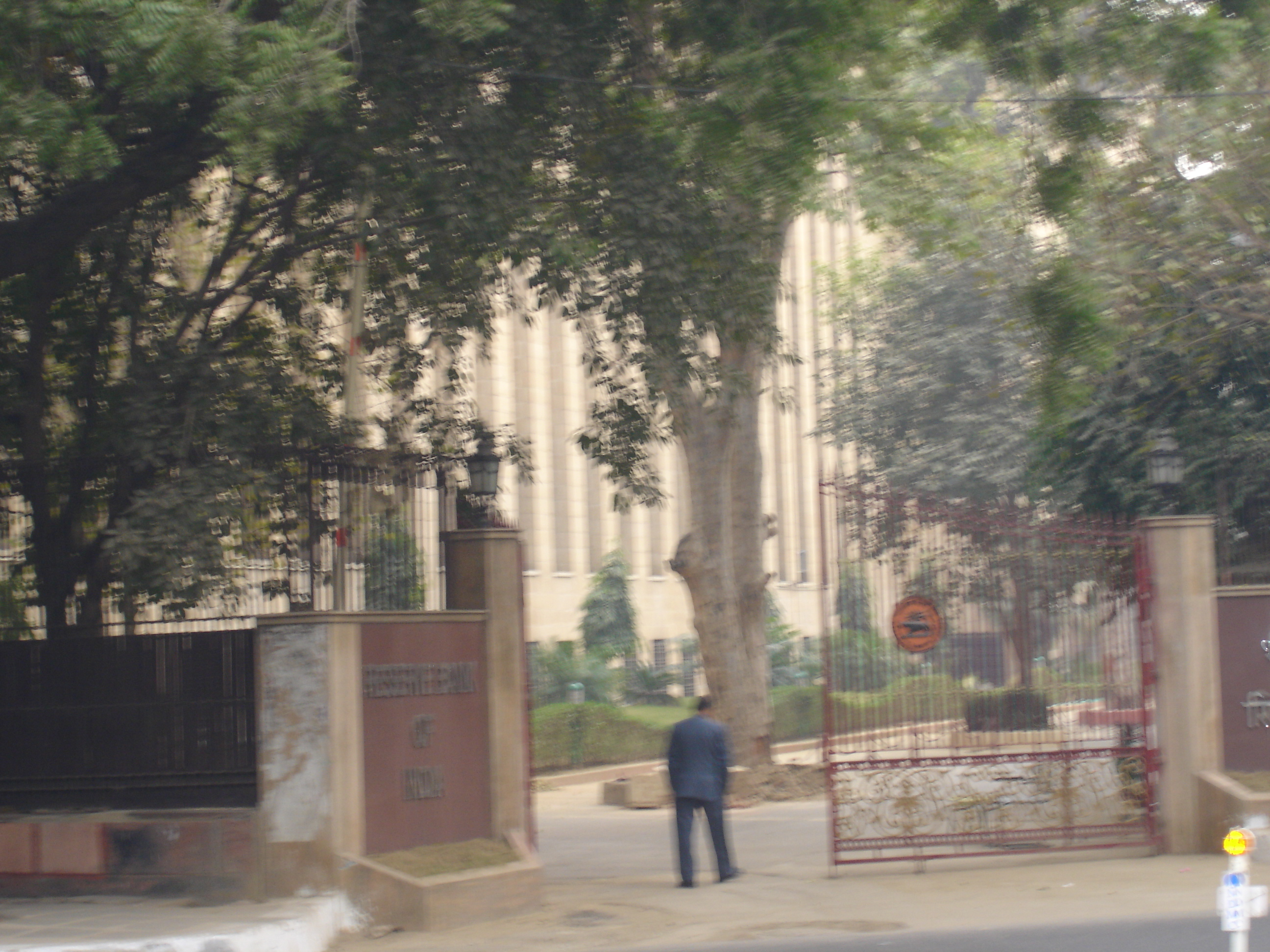
インド準備銀行デリー支店

- 現金比率   9.0パーセント（2008年8月20日発効）
- 法定流動性比率   25.0パーセント

貸出または預金利率。
- 最優遇貸出金利    12.75パーセント～13.25パーセント
- 銀行預金金利 3.5パーセント
- 預金金利          7.50パーセント～10.2パーセント

## 役割
インド準備銀行設置法では、紙幣（銀行券）の発行調整、金融・通貨安定化を確保するための予備金保有、国の通貨、金利政策を優先的に操作できる権限などを規定している。
インド準備銀行の主な役割としては、以下のものがあげられる。
- 通貨政策の実施状況をモニターし、年2回公示する。
- 信用政策の実施状況についても、年に2回発表する。4月は新たな政策イニシアティヴの発表であり、10月は4月の方針に関してチェックした内容を発表する。[2]
- 物価の安定化、生産部門への資金融資。
- インフレ抑止のため、最小準備制度に基づく通貨供給政策。
- 金融システムに対する検査。預貯金の保護、効率的でよりよい銀行業務サービスの提供。また以上の目的のため、銀行オンブズマン制度が設置された。
- インド外国為替管理法（1999年制定）に基づく為替管理の実施。
- マネーサプライの調整。貨幣の発券、交換、廃棄。
- 重要産業への投資。
- 「政府の銀行」として、インド連邦政府、各州政府に対する貿易銀行業務機能の実施。
- 「銀行の銀行」として、全銀行の預金口座維持。
- 国債の保管、交換。